# Primera División (Peru)
Liga 1 de Fútbol Profesional, známá též jako Primera División či Liga 1, je 1. peruánská fotbalová liga. Momentálně je dle sponzora známá též jako Liga 1 Betsson. 

## Historie
Amatérská liga vznikla roku 1912 a hrály ji jen kluby z aglomerace Limy. V letech 1922 až 1925 se liga nehrála. Roku 1936 se liga též nehrála kvůli olympiádě. Od roku 1951 se hraje profesionální liga. Od roku 1966 hrají ligu týmy z celého Peru, "Descentralizado".
Mistr se vyhlašuje vždy 1 za kalendářní rok. V letech, kdy se hrály pololetní ligy (Apertura a Clausura), jejich vítězové spolu pak hráli o mistrovský titul (pokud to byly 2 různé týmy).

## Šampionů za rok

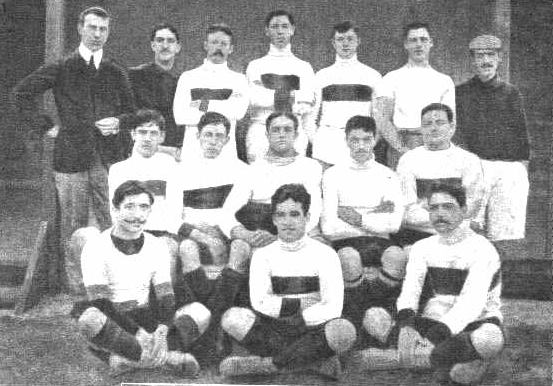
Lima Cricket, první mistr.

- 1912 – Lima Cricket[1]
- 1913 – Jorge Chávez[2]
- 1914 – Lima Cricket[3]
- 1915 – Sport José Gálvez[4]
- 1916 – Sport José Gálvez[5]
- 1917 – Sport Juan Bielovucic[6]
- 1918 – Alianza Lima[7]
- 1919 – Alianza Lima[8]
- 1920 – Sport Inca[9]
- 1921 – Sport Progreso[10]

- 1926 – Sport Progreso[11]
- 1927 – Alianza Lima[12]
- 1928 – Alianza Lima[13]
- 1929 – Universitario[14]
- 1930 – Atlético Chalaco[15]
- 1931 – Alianza Lima[16]
- 1932 – Alianza Lima[17]
- 1933 – Alianza Lima[18]
- 1934 – Universitario[19]
- 1935 – Sport Boys[20]

- 1937 – Sport Boys[21]
- 1938 – Deportivo Municipal[22]
- 1939 – Universitario[23]
- 1940 – Deportivo Municipal[24]
- 1941 – Universitario[25]
- 1942 – Sport Boys[26]
- 1943 – Deportivo Municipal[27]
- 1944 – Mariscal Sucre[28]
- 1945 – Universitario[29]
- 1946 – Universitario[30]
- 1947 – Atlético Chalaco[31]
- 1948 – Alianza Lima[32]
- 1949 – Universitario[33]
- 1950 – Deportivo Municipal[34]
- 1951 – Sport Boys[35]
- 1952 – Alianza Lima[36]
- 1953 – Mariscal Sucre[37]
- 1954 – Alianza Lima[38]
- 1955 – Alianza Lima[39]
- 1956 – Sporting Cristal[40]
- 1957 – Centro Iqueño[41]
- 1958 – Sport Boys[42]
- 1959 – Universitario[43]
- 1960 – Universitario[44]
- 1961 – Sporting Cristal[45]
- 1962 – Alianza Lima[46]
- 1963 – Alianza Lima[47]
- 1964 – Universitario[48]
- 1965 – Alianza Lima[49]
- 1966 – Universitario[50]
- 1967 – Universitario[51]

- 1968 – Sporting Cristal[52]
- 1969 – Universitario[53]
- 1970 – Sporting Cristal[54]
- 1971 – Universitario[55]
- 1972 – Sporting Cristal[56]
- 1973 – Defensor Lima[57]
- 1974 – Universitario[58]
- 1975 – Alianza Lima[59]
- 1976 – Unión Huaral[60]
- 1977 – Alianza Lima[61]
- 1978 – Alianza Lima[62]
- 1979 – Sporting Cristal[63]
- 1980 – Sporting Cristal[64]
- 1981 – Melgar[65]
- 1982 – Universitario[66]
- 1983 – Sporting Cristal[67]
- 1984 – Sport Boys[68]
- 1985 – Universitario[69]
- 1986 – San Agustín[70]
- 1987 – Universitario[71]
- 1988 – Sporting Cristal[72]
- 1989 – Unión Huaral[73]
- 1990 – Universitario[74]
- 1991 – Sporting Cristal[75]
- 1992 – Universitario[76]
- 1993 – Universitario[77]
- 1994 – Sporting Cristal[78]
- 1995 – Sporting Cristal[79]
- 1996 – Sporting Cristal[80]
- 1997 – Alianza Lima[81]
- 1998 – Universitario[82]
- 1999 – Universitario[83]
- 2000 – Universitario[84]
- 2001 – Alianza Lima[85]
- 2002 – Sporting Cristal[86]
- 2003 – Alianza Lima[87]
- 2004 – Alianza Lima[88]
- 2005 – Sporting Cristal[89]
- 2006 – Alianza Lima[90]
- 2007 – Universidad San Martín[91]
- 2008 – Universidad San Martín[92]
- 2009 – Universitario[93]
- 2010 – Universidad San Martín[94]
- 2011 – Juan Aurich[95]
- 2012 – Sporting Cristal[96]
- 2013 – Universitario[97]
- 2014 – Sporting Cristal[98]
- 2015 – Melgar[99]
- 2016 – Sporting Cristal[100]
- 2017 – Alianza Lima[101]
- 2018 – Sporting Cristal[102]
- 2019 – Binacional[103]
- 2020 – Sporting Cristal[104]
- 2021 – Alianza Lima[105]
- 2022 – Alianza Lima

## Mistři
(Aktuální do 2022)
| Klub                   | Mistr | Mistrovské roky |
| ---------------------- | ----- | --- |
| Universitario          | 26    | 1929, 1934, 1939, 1941, 1945, 1946, 1949, 1959, 1960, 1964, 1966, 1967, 1969, 1971, 1974, 1982, 1985, 1987, 1990, 1992, 1993, 1998, 1999, 2000, 2009, 2013 |
| Alianza Lima           | 25    | 1918, 1919, 1927, 1928, 1931, 1932, 1933, 1948, 1952, 1954, 1955, 1962, 1963, 1965, 1975, 1977, 1978, 1997, 2001, 2003, 2004, 2006, 2017, 2021, 2022       |
| Sporting Cristal       | 20    | 1956, 1961, 1968, 1970, 1972, 1979, 1980, 1983, 1988, 1991, 1994, 1995, 1996, 2002, 2005, 2012, 2014, 2016, 2018, 2020                                     |
| Sport Boys             | 6     | 1935, 1937, 1942, 1951, 1958, 1984 |
| Deportivo Municipal    | 4     | 1938, 1940, 1943, 1950 |
| Universidad San Martín | 3     | 2007, 2008, 2010 |
| Atlético Chalaco       | 2     | 1930, 1947 |
| Melgar                 | 2     | 1981, 2015 |
| Mariscal Sucre         | 2     | 1944, 1953 |
| Lima Cricket           | 2     | 1912, 1914 |
| Sport Progreso         | 2     | 1921, 1926 |
| Unión Huaral           | 2     | 1976, 1989 |
| Sport José Gálvez      | 2     | 1915, 1916 |
| Juan Aurich            | 1     | 2011 |
| Jorge Chávez           | 1     | 1913 |
| Centro Iqueño          | 1     | 1957 |
| Defensor Lima          | 1     | 1973 |
| Juan Bielovucic        | 1     | 1917 |
| San Agustín            | 1     | 1986 |
| Sport Inca             | 1     | 1920 |
| Binacional             | 1     | 2019 |